# Андрано
Андрано (итал. Andrano) — город в Италии, расположен в регионе Апулия, подчинён административному центру Лечче (провинция).
Население составляет 5153 человек (на 2004 г.), плотность населения составляет 344 чел./км². Занимает площадь 15 км². Почтовый индекс — 73032. Телефонный код — 00836.
Покровителями коммуны почитаются Пресвятая Богородица (Мадонна делле грацие), празднование в конце первой недели августа, и святой апостол Андрей Первозванный, празднование 30 ноября.